# SHIFT (empresa)
SHIFT é uma fabricante alemã de smartphones, phablets, monitores e fones de ouvido com sede em Wabern, no norte de Hesse, na Alemanha, e produção na China. Os produtos mais conhecidos são os Shiftphones, uma série de smartphones modulares produzidos de forma sustentável e justa.

## História
A fundação da Shift foi precedida pelo financiamento coletivo do smartphone shift7. O período de financiamento decorreu de abril a julho de 2014 e previa-se uma angariação de 77.700€, valor que foi ultrapassado em um terço, pelo que foi bem sucedido.
A empresa foi fundada oficialmente em novembro do mesmo ano e registrada no registro comercial do Amtsgericht Fritzlar.
Em 2016, a Shift se tornou a primeira fabricante de equipamentos de telecomunicações a introduzir um depósito de dispositivos para todos os produtos da Shift. Para evitar o desperdício, os usuários finais devem devolver os dispositivos defeituosos à empresa para garantir que sejam descartados adequadamente ou reutilizados por terceiros.
Em junho de 2018, a empresa empregava onze pessoas em sua sede em Wabern e dez em Hangzhou, ganhando quatro vezes mais que a média do setor na China.
Em junho de 2019, a Shift vendeu 30.000 unidades.